# Старе Тшцяно
Старе Тшцяно (пол. Stare Trzciano) — село в Польщі, у гміні Шудзялово Сокульського повіту Підляського воєводства.
У 1975-1998 роках село належало до Білостоцького воєводства.